# Enrico Adelelmo Brunetti
Enrico Adelelmo Brunetti (22 de mayo de 1862, Londres-21 de enero de 1927, ibíd.) fue un músico y entomólogo británico.
Brunetti nació en Londres. Su madre era inglesa y su padre de origen italiano, fue pastelero e importador de vinos que dirigía un restaurante en South Kensington. Músico de profesión, Brunetti fue un compositor de orquesta y el piano. Pasó su tiempo libre en estudiar entomología, especialmente Diptera. En 1904 realizó una gira musical de la Indias Orientales Neerlandesas, China, y Japón haciendo extensas colecciones de insectos en sus viajes. Más tarde se estableció en Calcuta, donde permaneció durante 17 años. Pasó sus veranos en Darjeeling y escribió muchos artículos en las Actas del Museo de la India. Trabajó brevemente como Superintendente Auxiliar en el Museo de la India con unos honorarios que iban de 30 a 300 libras esterlinas anuales. A sugerencia de Thomas Nelson Annandale le fue concedido permiso para ir a Inglaterra para revisar su trabajo en las dípteras indias con el material que usaba en el Museo Británico. Para esta tarea, el Gobierno de la India aprobó 300 GBP para el período de un año. En 1921 regresó a Europa, pasando sus veranos en Inglaterra , donde la Oficina Imperial de Entomología lo empleó para identificar especímenes. Los inviernos los pasó en París y Bruselas. Trabajó durante largos períodos en las dípteras británicas. Cayó enfermo durante un invierno en París en 1926-27 y murió en un hospital de Londres.
Antes de su muerte, Brunetti dio su colección de 80.000 ejemplares, y su biblioteca al Museo de Historia Natural. Este museo también tiene sus manuscritos: - 56 cartas y dos volúmenes manuscritos encuadernados en relación con las dípteras de África y Australasia.
El género de las Psychodidae, Brunettia Annandale, 1910 fue nombrado por Annandale en honor de Enrico Brunetti.

## Obra

### Algunas publicaciones
- Revision of the Oriental Tipulidae with descriptions of new species. Rec. Indian Mus. 6: 231-314 (1911).

- New Oriental Nemocera. Rec. Indian Mus. 4: 259-316 (1911).

- Annotated catalog of Oriental Culicidae-supplement. Rec. Indian Mus. 4: 403-517 (1912).

- Critical review of "genera" in Culicidae. Rec. Indian Mus. 10: 15-73 (1914).

- Revision of the Oriental Tipulidae with descriptions of new species. Part II. Rec. Indian Mus. 15: 255-340 (1918).

- Catalogue of Oriental and South Asiatic Nemocera. Rec. Indian Mus. 17: 1-300 Brunetti, E. (1920).

- New Oriental Diptera, I. Rec. Indian Mus. 7: 445-513 (1912).

- New and little-known Cyrtidae (Diptera). Ann. Mag. Nat. Hist. (9)18(107): 561-606 (1926).

También contribuyó en The Fauna of British India, Including Ceylon and Burma, escribiendo las partes.
- Diptera 1. Brachycera (1920) - 401 p. - 4 pl.

- Diptera 2. Nematocera (1912) - xxviii + 581 p. - 12 pl.

- Diptera 3. Pipunculidae, Syrphidae, Conopidae, Oestridae (1923) 424 p - 83 fig - 5 pl .